# Denis Dmitriev
Denis Sergueievich Dmitriev –em russo, Денис Сергеевич Дмитриев– (Tyrnovo, 23 de março de 1986) é um desportista russo que compete no ciclismo na modalidade de pista, especialista nas provas de velocidade e keirin.
Participou em três Jogos Olímpicos de Verão, entre os anos 2008 e 2016, obtendo uma medalha de bronze em Rio de Janeiro 2016, na prova de velocidade individual. Nos Jogos Europeus de 2019 obteve duas medalhas de bronze, nas provas de velocidade individual e keirin.
Ganhou 6 medalhas no Campeonato Mundial de Ciclismo em Pista entre os anos 2013 e 2019, e 11 medalhas no Campeonato Europeu de Ciclismo em Pista entre os anos 2010 e 2019.

## Medalheiro internacional
| Jogos Olímpicos    | Jogos Olímpicos            | Jogos Olímpicos   | Jogos Olímpicos        |
| Ano                | Lugar                      | Medalha           | Competição             |
| ------------------ | -------------------------- | ----------------- | ---------------------- |
| 2016               | Rio de Janeiro ( Brasil)   | Medalha de bronze | Velocidade individual  |
| Campeonato Mundial |                            |                   |                        |
| Ano                | Lugar                      | Medalha           | Competição             |
| 2013               | Minsk ( Bielorrússia)      | Medalha de prata  | Velocidade individual  |
| 2014               | Cali ( Colômbia)           | Medalha de bronze | Velocidade individual  |
| 2015               | Saint-Quentin ( França)    | Medalha de prata  | Velocidade individual  |
| 2016               | Londres ( Reino Unido)     | Medalha de bronze | Velocidade individual  |
| 2017               | Hong Kong ( China)         | Medalha de ouro   | Velocidade individual  |
| 2019               | Pruszków ( Polónia)        | Medalha de bronze | Velocidade por equipas |
| Jogos Europeus     |                            |                   |                        |
| Ano                | Lugar                      | Medalha           | Competição             |
| 2019               | Minsk ( Bielorrússia)      | Medalha de bronze | Velocidade individual  |
| 2019               | Minsk ( Bielorrússia)      | Medalha de bronze | Keirin                 |
| Campeonato Europeu |                            |                   |                        |
| Ano                | Lugar                      | Medalha           | Competição             |
| 2010               | Pruszków ( Polónia)        | Medalha de ouro   | Velocidade individual  |
| 2011               | Apeldoorn ( Países Baixos) | Medalha de bronze | Velocidade individual  |
| 2012               | Panevėžys ( Lituânia)      | Medalha de ouro   | Velocidade individual  |
| 2012               | Panevėžys ( Lituânia)      | Medalha de bronze | Keirin                 |
| 2013               | Apeldoorn ( Países Baixos) | Medalha de ouro   | Velocidade individual  |
| 2013               | Apeldoorn ( Países Baixos) | Medalha de bronze | Velocidade por equipas |
| 2014               | Baie-Mahault ( França)     | Medalha de bronze | Velocidade por equipas |
| 2014               | Baie-Mahault ( França)     | Medalha de bronze | Keirin                 |
| 2015               | Grenchen ( Suíça )         | Medalha de bronze | Keirin                 |
| 2017               | Berlim ( Alemanha)         | Medalha de bronze | Velocidade individual  |
| 2019               | Apeldoorn ( Países Baixos) | Medalha de prata  | Keirin                 |